# Novobzhegokái
Novobzhegokái (del ruso: Новобжегокай) es un aúl del raión de Tajtamukái en la república de Adiguesia de Rusia. Está situado en la orilla derecha del río Afips (al inicio del embalse Shapsug), 12 km al oeste de Tajtamukái y 106 km al noroeste de Maikop, la capital de la república. Tenía 375 habitantes en 2010
Pertenece al municipio Enemskoye.

## Historia
La localidad fue fundada en 1881